# Második modernizáció
Garai László gazdaságpszichológiai elmélete – amely szerint egy modernizálódó gazdasági-társadalmi rendszer a maga működéséhez szükséges feltételeket nemcsak igazgatja és felhasználja, hanem egyre inkább maga gyártja is, nagyüzemi méretarányú folyamatokkal avatkozva be a feltételek képződésének természetes folyamataiba – megkülönbözteti két szakaszát a modernizációnak.

## A modernizáció szakaszai
Az első, XVIII-XIX. századi szakaszban a gazdasági-társadalmi rendszer megtehette, hogy működésének csak anyagi feltételeire legyen gondja, a XIX. és XX. század fordulóján azonban minőségileg új szakasz veszi kezdetét: egy második modernizáció. Ez a rendszer működésének anyagi feltételeivel együtt immár az emberi feltételeket is gyártási folyamatban törekszik előállítani. A második modernizáción belül is megkülönböztet a hipotézis két szakaszt: 1. amelyikben a tudás tömegtermelését valósítja meg a gazdasági-társadalmi rendszer; és 2. amelyikben az emberi feltételek másik iker-tényezőjét, a szociális identitást is nagyüzemi méretarányú gyártási folyamatokban alakítják.
A hipotézist a gazdaságpszichológia huszadik századi jelenségek különböző univerzumának vizsgálatában alkalmazza:
- az emberi tőkéről szóló ismert elméletet[3] összefüggésbe hozza a második modernizációnak egy olyan tendenciájával, hogy növekvő mértékben fogyaszt anyagi erőforrást emberi erőforrás termelésének céljából;

- a XX. századi totális államokat az emberi erőforrás termelésének műhelyeiként mutatja be;[4]

- ennek keretében a „létezett szocializmus” társadalmán belül olyan mélystruktúrát tár fel, amelynek működéséről azt a sejtést fogalmazza meg, hogy az az emberi tőkével való gazdálkodás funkcióit látta el, egyszerre valósítva meg egy sajátos információgazdálkodást és egy éppolyan sajátos identitásgazdálkodást;[5][6]

- a mélystruktúra duális (állami és párt-) jellegéről kimutatja, hogyan él tovább a „létező szocializmus” összeomlása után az emberi erőforrás felső szintű gyártásának duális szerkezetében: egy kettős kompetenciát termelő felsőoktatásban.[7]